# Burning Point
Burning Point — финская пауэр-метал-группа из города Оулу. Burning Point сочетают музыкальность классических Accept, Black Sabbath и Judas Priest со страстью Children Of Bodom.

## История
Группа была образована в 2001 году, и в том же году выпустила свой первый альбом Salvation by Fire. В 2003 году они выпустили второй альбом, Feeding the Flames.

## Участники

### Действующие
- Нитте Вало — вокал
- Пит Ахонен — гитара
- Пекка Коливуори — гитара
- Юсси Онтеро — ударные
- Sami Nyman — бас
- Jarkko Väisänen — клавишные

### Бывшие
- Юкка Йокикокко — бас
- Юкка Куро — гитара
- Тони Квнсанойа — бас
- Яри Кайпонен — ударные
- Паси Хильтула — клавишные (см. Eternal Tears of Sorrow, Kalmah)

## Дискография

### Альбомы
- 2001 — Salvation by Fire (на Limb Music/SPV GmbH)
- 2003 — Feeding the Flames (на Soundholic/Limb Music/SPV GmbH)
- 2006 — Burned Down the Enemy (на Soundholic/Metal Heaven Records)
- 2009 — Empyre (на Metal Heaven Records)
- 2012 — The Ignitor (на Scarlet Records)
- 2015 — Burning Point (на AFM Records)
- 2016 — The Blaze (на AFM Records)
- 2021 — Arsonist of the Soul (на AFM Records)

### Синглы
- 2004 — To Hell and Back (на Poison Arrow Records)